# Asdrúbal de Cartago
Asdrúbal I de Cartago fue un rey magónida de Cartago, hijo de Magón, y hermano mayor de Amílcar Magón, desde 530 a. C. hasta 510 a. C.
Según Justino, Asdrúbal ejerció once veces la magistratura de sufete, fue recompensado con un triunfo cuatro veces (único caso entre los cartagineses) y murió de las heridas recibidas en la batalla de Cerdeña.
Tuvo tres hijos: Aníbal, Asdrúbal y Safón. Del primero y el tercero solo se conocen sus nombres. Asdrúbal dirigió la política cartaginesa hasta la caída de los Magónidas.

## Gobierno
A mediados de la década de 520 a. C., Asdrúbal, junto con Amílcar Magón, lanzó una expedición contra Cerdeña. Cartago se había comprometido en una lucha de 25 años en la isla, donde los nativos estaban apoyados por la ciudad de Síbaris, entonces la ciudad más rica de la Magna Grecia, y aliada de los focenses. Los cartagineses se enfrentaron a la resistencia de Nora y de Sulci, en Cerdeña, mientras que Cagliari y Tharros se habían sometido voluntariamente al dominio cartaginés. La guerra de Asdrúbal contra los libios fracasó en suspender el pago del tributo anual.
En esa época, los cartagineses lograron derrotar al príncipe espartano Dorieo y repeler el intento de colonización de Leptis Magna en Libia después de tres años de lucha . Dorieo fue más tarde derrotado y muerto en Erice de Sicilia (alrededor de 510 a. C.) mientras intentaba establecer un punto de apoyo en el oeste de la isla. .